# Supercoupe d'Algérie de football 1994
Navigation
Supercoupe d'Algérie 1992 Supercoupe d'Algérie 1995
L'édition 1994 de la Supercoupe d'Algérie de football oppose, le 8 septembre 1994, l'US Chaouia champion d'Algérie en titre et la JS Kabylie vainqueur de la Coupe d'Algérie en titre.

## Les qualifiés
Pour cette édition, les deux qualifiés sont les tenants des titres du Championnat d'Algérie de l'édition 1994, l'US Chaouia et de la Coupe d'Algérie de l'édition 1994, la JS Kabylie. Ces deux équipes se sont disputé le trophée de la Supercoupe d'Algérie.

### Le champion d'Algérie 1993-1994
- US Chaouia.

### Le vainqueur de la Coupe d'Algérie 1993-1994
- JS Kabylie.

## La rencontre
| Entraîneur :             |
| Said Hadj Mansour Khalfa |

| Entraîneur :  |
| Harrouni Harb |

| Entraîneur :             |
| Said Hadj Mansour Khalfa |

| Entraîneur :  |
| Harrouni Harb |